# Phrynonax
Phrynonax es un género de serpientes de la familia Colubridae y subfamilia Colubrinae. Incluye a cuatro especies que se distribuyen por Sudamérica, América Central y México. 
Las especies de este género se incluían previamente en el género Pseustes. Pseustes fue considerado en 2013 sinónimo de Spilotes, y las especies del género fueron movidas a Phrynonax y Spilotes.

## Especies
Se reconocen las siguientes especies:
- Phrynonax poecilonotus (Günther, 1858)
- Phrynonax polylepis (Peters, 1867)
- Phrynonax sexcarinatus (Wagler, 1824)
- Phrynonax shropshirei Barbour & Amaral, 1924